# Носков, Павел Александрович
Павел Александрович Носков (1899—1945) — генерал-майор интендантской службы, участник Гражданской, советско-финской и Великой Отечественной войн.

## Биография

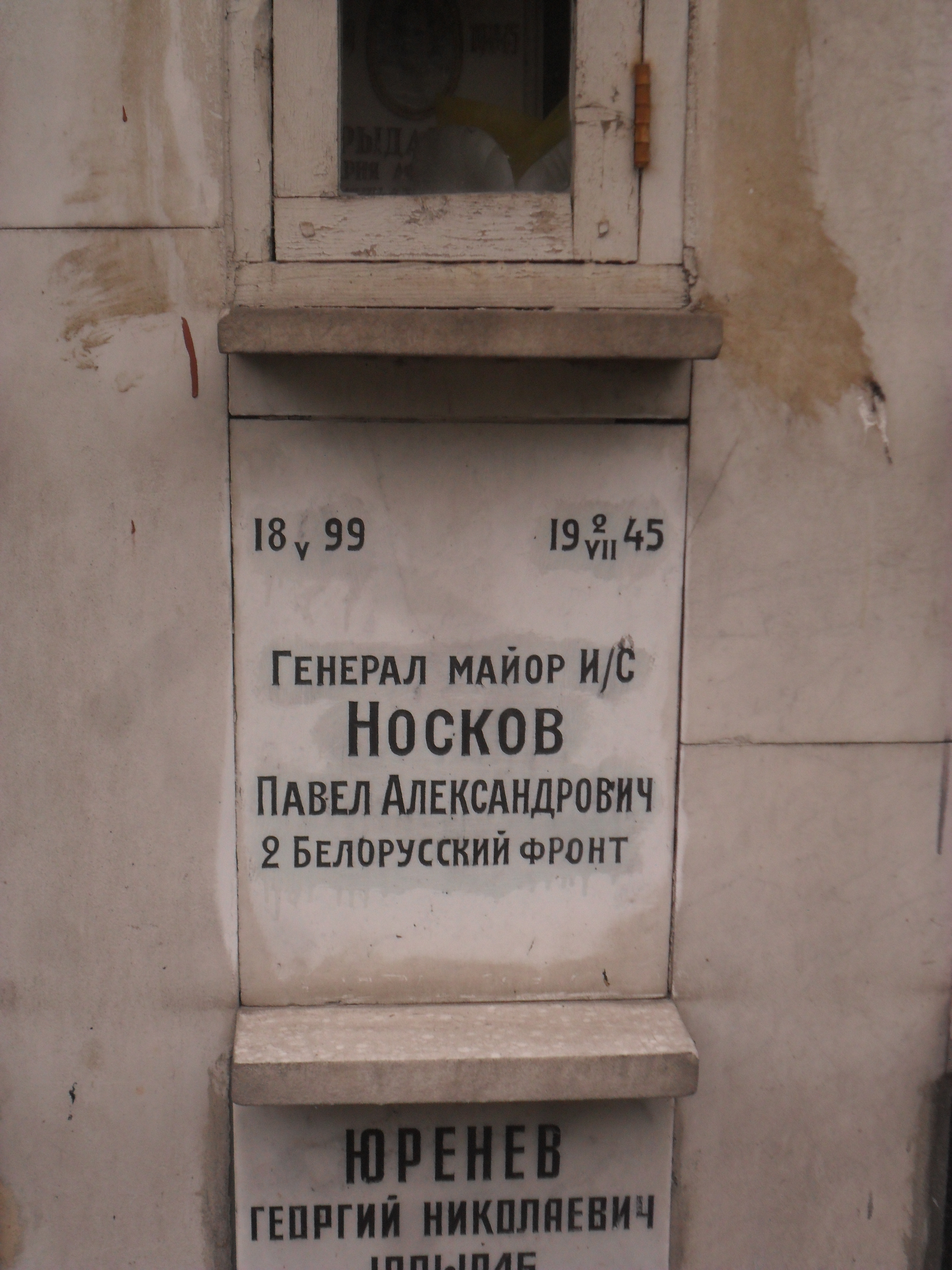
Плита колумбария Носкова на Новодевичьем кладбище Москвы.

Павел Носков родился в 1899 году. В 1918 году пошёл на службу в Рабоче-крестьянскую Красную Армию. Участвовал в боях Гражданской и советско-финской войн.
В годы Великой Отечественной войны генерал-майор интендантской службы Павел Носков служил фронтовым интендантом, начальником Управления продовольственного снабжения Волховского фронта, а затем начальником интендантской службы 2-го Белорусского фронта. Занимался обеспечением войск фронта всем необходимым для ведения боевых действий, заготовкой и распределением продовольствия, восстановлении на отбитой у противника территории промышленных предприятий и налаживании их работы для нужд фронта.
Генерал-майор интендантской службы Павел Носков скончался 4 июля 1945 годаПохоронен в колумбарии Новодевичьего кладбище Москвы.
Награждён орденом Ленина, четырьмя орденами Красного Знамени, орденом Отечественной войны 1-й степени, двумя орденами Красной Звезды и рядом медалей.